# Wenzel Nerad
Wenzel Nerad (2. září 1861 Střížovice – ???) byl rakouský politik německé národnosti z Čech, poslanec Českého zemského sněmu.

## Biografie
Pocházel z rolnické rodiny. Jeho otec Wenzel Nerad byl rolníkem ve Střížovicích čp. 12. Sám pak působil jako statkář ve Střížovicích u Štětí. Byl členem obecního zastupitelstva a na přelomu století i obecním starostou. Roku 1899 zastával funkci předsedy kuratoria Zemského jubilejního fondu Františka Josefa I. ku podpoře malých živnostníků. V roce 1883 se jistý Wenzel Nerad ze Střížovic uvádí jako člen okresního zastupitelstva v Litoměřicích.
Zapojil se i do vysoké politiky. V doplňovacích zemských volbách roku 1899 byl zvolen na Český zemský sněm, kde zastupoval kurii venkovských obcí, obvod Dubá, Štětí. Opětovně byl zvolen v prosinci 1899. Uváděl se tehdy jako německý nacionální poslanec (Německá lidová strana).